# Гуров, Игорь Владимирович
И́горь Влади́мирович Гу́ров (6 мая 1970, Новоеловка — 6 марта 1996, Грозный) — российский военнослужащий, участник боевых действий на Северном Кавказе, Герой Российской Федерации, заместитель командира группы специального назначения «Оборотень» 34-й отдельной бригады оперативного назначения Приволжского округа внутренних войск МВД Российской Федерации, старший лейтенант.

## Биография
Родился 6 мая 1970 года в селе Новоеловка Троицкого района Алтайского края. Русский. В 1988 году окончил среднюю школу.
В Вооружённых Силах с 1988 года. В 1992 году окончил Новосибирское высшее военное командное училище внутренних войск МВД России. Получил направление во внутренние войска, в конвойную часть на Урале. Позднее перевёлся в 57-й оперативный полк, расквартированный в городе Богородске Нижегородской области. Службу проходил в должностях командира взвода, заместителя командира группы специального назначения. Участвовал в командировках в «горячие точки» — в район осетино-ингушского конфликта. После первой командировки в Чечню 1994 года был награждён медалью «За отвагу». Командировка 1996 года была для старшего лейтенанта Гурова четвёртой, и 5 марта фактически закончилась, прибыла замена.
Утром 6 марта 1996 года в городе Грозном недалеко от площади Минутка в засаду боевиков попал патруль внутренних войск. Завязался бой, появились убитые и раненые. На выручку попавшим в окружение прибыли два БТРа, одним из которых командовал старший лейтенант Гуров. Офицер принял командование группой на себя, организовал оборону. В течение дня спеназовцы отбивали ожесточённые атаки боевиков. Вечером Гуров организовал прорыв из окружения. На трёх БТР вывезли всех раненых и убитых. Сам Гуров находился на первом бронетранспортёре, за которым шла вся колонна. Выстрел из ручного гранатомёта попал прямо в офицера, сидящего на броне.
Указом Президента Российской Федерации от 18 ноября 1996 года «За мужество и героизм, проявленные при выполнении специального задания» старшему лейтенанту Гурову Игорю Владимировичу присвоено звание Героя Российской Федерации посмертно.
Похоронен на родине, в селе Новоеловка Троицкого района Алтайского края.

## Память
- Приказом Министра внутренних дел Российской Федерации он был навечно зачислен в списки 34-й отдельной бригады оперативного назначения,
- Его имя присвоено Нижегородской кадетской школе,
- В Богородске Нижегородской области его именем была названа улица, а на доме, где он жил, установлена мемориальная доска,
- На родине в селе Новоеловка его именем названа средняя школа, здесь же установлена мемориальная доска,
- В июне 2005 года электропоезду ЭД9М № 0113 Западно-Сибирской железной дороги присвоено имени Героя России Игоря Гурова.
- Ежегодно в Нижнем Новгороде проводятся Всероссийские соревнования по рукопашному бою среди мужчин памяти Героя России И.В. Гурова, победители которых имеют право на присвоение спортивного звания «Мастер спорта России».